# 24/7 - The Passion of Life
24/7 - The Passion of Life è un film drammatico del 2005 diretto da Roland Reber.

## Trama
Eva, Una ragazza di buona famiglia, conosce fortuitamente Magdalena, un'altra giovane; andando a farle visita a casa, scopre che questa conduce una doppia esistenza come mistress. La protagonista rimane affascinata dalla sensualità scaturita dalla cultura BDSM.